# Dali Airport
Dali Airport är en flygplats i Kina. Den ligger i provinsen Yunnan, i den sydvästra delen av landet, omkring 250 kilometer väster om provinshuvudstaden Kunming. Dali Airport ligger 2 147 meter över havet.
Runt Dali Airport är det tätbefolkat, med 397 invånare per kvadratkilometer. Närmaste större samhälle är Dali, 12,9 km sydväst om Dali Airport. Trakten runt Dali Airport består till största delen av jordbruksmark.
Genomsnittlig årsnederbörd är 1 120 millimeter. Den regnigaste månaden är juli, med i genomsnitt 226 mm nederbörd, och den torraste är april, med 22 mm nederbörd.